# Münster-Sarmsheim
Münster-Sarmsheim este o comună în districtul Mainz-Bingen din landul Renania-Palatinat din vestul Germaniei. Face parte din Verbandsgemeinde-ul (municipalitatea de asociere) Rin-Nahe, care are sediul administrativ în orașul Bingen am Rhein. Comuna Münster-Sarmsheim are o suprafață de aproximativ 7,5 km² și o populație de aproximativ 3.000 de locuitori.

## Geografie
Münster-Sarmsheim se află la sud de Bingen am Rhein, pe malul stâng al râului Nahe, la aproximativ doi kilometri deasupra gurii sale de vărsare în Rin. Comuna se învecinează cu districtul Büdesheim din Bingen, care se află pe malul opus al râului Nahe. Această zonă este cunoscută pentru frumusețea sa naturală, cu dealuri acoperite de vii și castele medievale care domină peisajul.

## Istorie
Municipalitatea Münster-Sarmsheim a fost formată la 1 octombrie 1928 prin fuziunea dintre două localități învecinate: Münster bei Bingerbrück și Sarmsheim. Münster bei Bingerbrück este situată pe malul stâng al râului Nahe, iar Sarmsheim pe malul drept, ambele fiind parte a districtului Mainz-Bingen din landul Renania-Palatinat din vestul Germaniei. Prin

## Evoluția demografică
De-a lungul timpului, populația din Münster-Sarmsheim a cunoscut o dezvoltare semnificativă, în ciuda dimensiunii relativ mici a municipalității. Datele istorice arată că, în perioada cuprinsă între 1815 și 2005, numărul locuitorilor a crescut constant, o creștere care a fost susținută și de recensăminte. De exemplu, în anul 1815, în Münster-Sarmsheim locuiau aproximativ 611 de persoane, în timp ce în anul 2005, numărul acestora ajunsese la 2.875. În ceea ce privește evoluția populației în perioada 1871-1987, aceasta a fost evaluată de-a lungul timpului în baza recensămintelor. În acest interval de timp, populația a crescut constant, de la 1.425 de locuitori în 1871 la 2.541 de locuitori în 1987.
| Anul | Locuitori |
| 1815 | 611       |
| 1835 | 1.009     |
| 1871 | 1.425     |
| 1905 | 2.014     |
| 1939 | 2.175     |
| 1950 | 2.359     |

| Anul | Locuitori |
| 1961 | 2.644     |
| 1970 | 2.855     |
| 1987 | 2.541     |
| 1997 | 2.855     |
| 2005 | 2.875     |
| 2021 | 3.049     |

## Administrație politică

### Consiliul municipal
Consiliul municipal din Münster-Sarmsheim este alcătuit din 20 de membri, aleși printr-un sistem de scrutin proporțional personalizat în cadrul alegerilor municipale care au avut loc la data de 26 mai 2019. În calitate de președinte al consiliului, îndeplinește și funcția de primar local onorific. Acest consiliu este responsabil cu luarea deciziilor privind problemele locale, precum și cu administrarea bugetului municipal. Prin reprezentarea diverselor interese și puncte de vedere, consiliul municipal din Münster-Sarmsheim se străduiește să asigure o guvernare locală eficientă și transparentă, în beneficiul comunității.

### Primar
Primarul localității Münster-Sarmsheim este Jürgen Dietz. Acesta a fost confirmat în funcția sa la alegerile locale din data de 26 mai 2019, obținând un procent de 78,30% din voturi. În calitate de lider al administrației locale, primarul Dietz este responsabil cu implementarea politicilor publice și cu administrarea activităților zilnice ale municipalității. Prin colaborarea cu consiliul municipal și cu comunitatea locală, acesta își propune să promoveze dezvoltarea durabilă a localității și să asigure o bună calitate a vieții pentru toți locuitorii săi.

## Cultură și atracții turistice

### Edificii

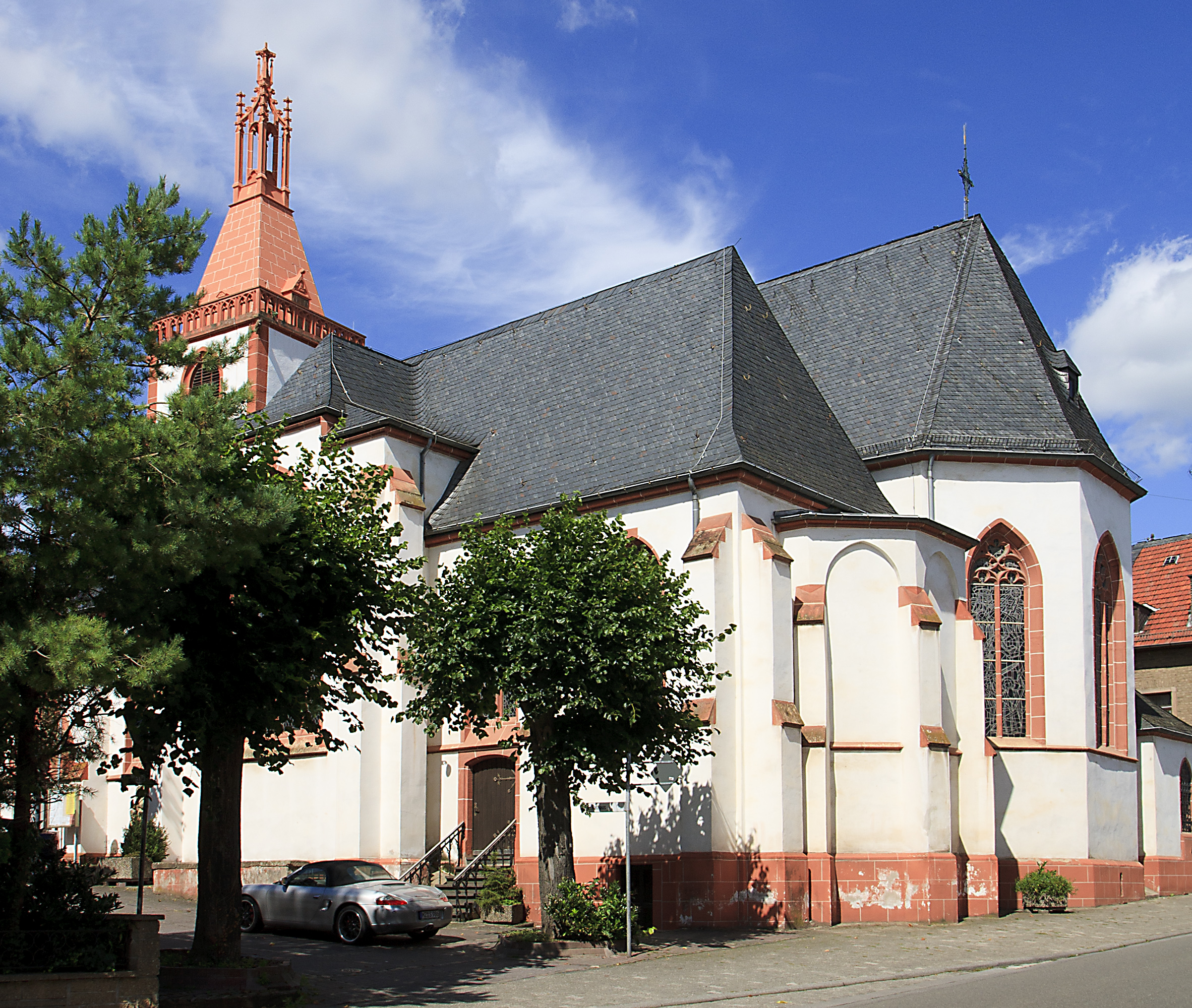
Parohia catolică Sfântul Petru și Pavel

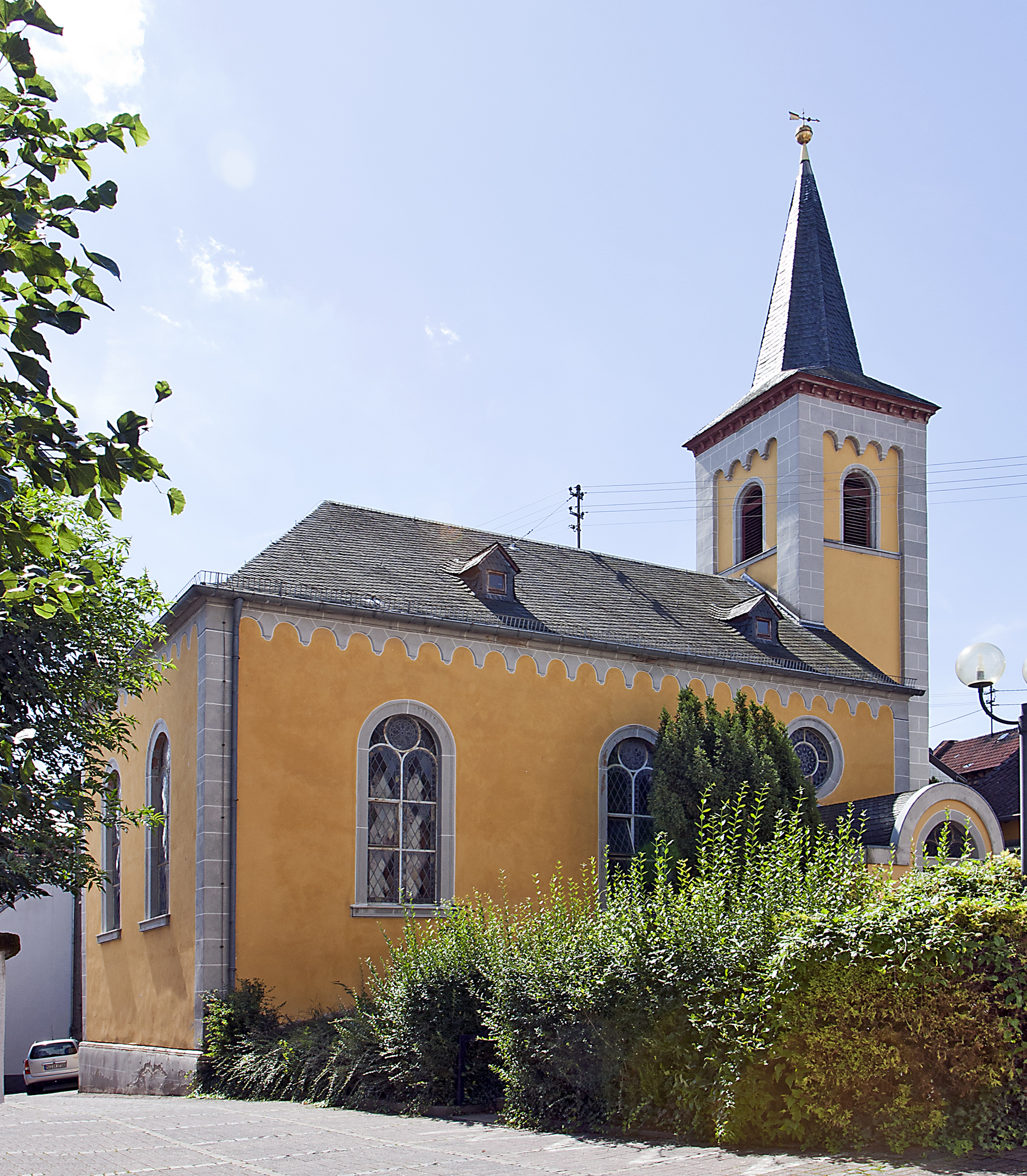
Biserica Evanghelică

În Münster-Sarmsheim se găsesc mai multe clădiri istorice deosebit de interesante. Printre acestea se numără:
- Ruinele castelului "Stumpfer Turm" construit în 1493, care a fost părăsit în secolul al XVII-lea și a rămas în ruină de atunci.
- Primăria veche din 1520 este o altă clădire istorică notabilă, care a jucat un rol important în viața comunității locale de-a lungul secolelor.
- Biserica parohială catolică Sfântul Petru și Pavel, construită în 1189
- Biserica protestantă din 1810
- Biserica catolică Sfântul Alban, construită în 1445, este o altă clădire notabilă, care a fost reconstruită în stil baroc după un incendiu devastator în secolul al XVIII-lea.
- Vechea vamă din 1710
- Casa cu colț de lemn de pe Saarstraße 20 din 1517
- Vinăria Kruger-Rumpf, care a fost înființată în 1708, este o clădire istorică importantă pentru economia locală și pentru producția de vinuri de calitate.

### Rezervații naturale
În apropierea localității Münster-Sarmsheim se află rezervația naturală Trollmühle, care este renumită pentru formațiunile sale stâncoase din rocile Troll, datând din epoca paleozoică, acum aproximativ 285 de milioane de ani. Această rezervație naturală deosebit de valoroasă este un loc ideal pentru plimbări și excursii în natură, oferind vizitatorilor săi ocazia de a admira frumusețea și varietatea peisajului local. Formațiunile stâncoase din Trollmühle sunt un exemplu fascinant de geologie și oferă o perspectivă unică asupra istoriei naturale a regiunii. Cu o mare diversitate de plante și animale, această rezervație este deosebit de importantă pentru conservarea biodiversității și a ecosistemelor naturale.

## Economia și infrastructura

### Festivități
Kerb este o sărbătoare anuala, care are loc în primul weekend din luna august, și reprezintă o oportunitate pentru localnici și turiști de a se distra, de a dansa și de a savura vinurile locale. Însoțită de muzică și de o atmosferă vibrantă, Kerb este un eveniment așteptat cu nerăbdare de tineri și de bătrâni deopotrivă.
În mod tradițional, Kerb începe vineri cu o slujbă religioasă în biserica Sfântul Petru și Pavel și cu bătaia butoiului de către primar. În timpul sărbătorii, vinul Münster-Sarmsheim Nahe este o băutură deosebit de populară, iar mâncărurile tradiționale ale regiunii sunt la mare căutare. Kerb se încheie luni seara, fiind un moment de tradiție și de bucurie pentru comunitatea locală.

### Podgorii
În Münster-Sarmsheim și în împrejurimi se găsesc mai multe podgorii deosebit de valoroase, care produc vinuri de calitate superioară. Printre cele mai cunoscute podgorii din zonă se numără Kapellenberg, Pittersberg, Dautenpflänzer și Rheinberg.
Podgoria Kapellenberg este situată pe o colină înaltă și beneficiază de un sol bogat în minerale, ceea ce îi conferă vinului un gust distinct și o aromă puternică.
Pittersberg este o altă podgorie importantă, care se remarcă prin vinurile sale deosebit de fine și elegante.
Podgoria Dautenpflänzer este renumită pentru vinurile sale roșii de calitate superioară, în timp ce podgoria Rheinberg oferă vinuri albe delicioase, cu un gust proaspăt și echilibrat. Aceste podgorii sunt foarte apreciate de cunoscătorii de vinuri și atrag turiști din întreaga lume, datorită frumuseții și valorii lor culturale și economice.

### Transport rutier
Autostrada B 48 trece direct prin sat, făcând legătura între Bad Kreuznach și Bingen am Rhein.
La autostrada federală 61 se ajunge după aproximativ 3 km, la intersecția Bingen-Mitte.

### Transport feroviar
Münster-Sarmsheim este conectat la rețeaua feroviară prin stația sa, care se află pe linia Nahetalbahn. Aceasta face legătura cu gara principală din Bingen, oferind astfel acces la alte orașe și regiuni din Germania.
De asemenea, prin intermediul stației Bad Kreuznach de pe linia Alsenztalbahn, există o legătură directă cu gara principală din Kaiserslautern. Stația din Münster-Sarmsheim a fost deschisă inițial sub numele de Münster b. Bingen la 1 noiembrie 1902 și a fost redenumită Münster b. Bingerbrück încă din 1903. Numele său a fost schimbat în Münster-Sarmsheim în 1928.

### Educație
În Münster-Sarmsheim există două grădinițe și o școală primară.

## Personalități
- Paul Hoffaeus (aproximativ 1525 - 1608) a fost un teolog și predicator iezuit
- Daniel Baldy (* 1994) este un politician german și membru al Bundestagului Germaniei. El este născut și crescut în Münster-Sarmsheim și locuiește încă acolo.
- Theo Fischer (* 1926) este un compozitor și profesor de muzică născut în Münster-Sarmsheim
- Friedrich Werner (1922-2018) a fost un om de afaceri german și un patron important al orașului Münster-Sarmsheim.

1. ↑  Alle politisch selbständigen Gemeinden mit ausgewählten Merkmalen am 31.12.2018 (4. Quartal) (în germană), Statistisches Bundesamt[*], arhivat din original la 10 martie 2019, accesat în 10 martie 2019
2. ↑  „Informationen zur Geschichte der Bundesländer Rheinland-Pfalz und Saarland - regionalgeschichte.net”. www.regionalgeschichte.net. Accesat în 22 aprilie 2023.
3. ↑  Mückenhausen, E. (ianuarie 1968), „Geologisches Landesamt Rheinland‐Pfalz: Übersichtskarte der Bodentypen‐Gesellschaften von Rheinland‐Pfalz. Maßstab 1:250 000, mit Kurz‐Erläuterungen, erschienen 1966, bearbeitet von W. Th. Stöhr, bodenkundlich aufgenommen von W. Th. Stöhr und H. Zakosek. Vertrieb Geologisches Landesamt Rheinland‐Pfalz, 65 Mainz, Flachsmarktstraße 9. Preis DM 20,— (mit Kurz‐Erläuterungen)”, Zeitschrift für Pflanzenernährung und Bodenkunde, 120 (1), pp. 51–52, doi:10.1002/jpln.19681200117, ISSN 0044-3263, accesat în 22 aprilie 2023
4. ↑  „Der Landeswahlleiter RLP”.